# Кад тад (албум)
Кад тад је трећи студијски албум српске фолк певачице Наташе Ђорђевић, издат 1992. године за ПГП РТБ. Албум је снимљен у сарадњи са бендом Жар.

## Списак песама
| №  | Назив                    | Текст                             | Музика            | Трајање |  |
| 1. | Хоће да ме удају         | Миодраг Ж. Илић                   | Перица Здравковић | 3:09    |  |
| 2. | Кад-тад                  | Јовица Недељковић                 | Сава Бојић        | 3:08    |  |
| 3. | Љубав је песма           | Никола Грбић (композитор)         | Перица Здравковић | 3:20    |  |
| 4. | Не могу без тебе         | Растко Шепур                      | Перица Здравковић | 3:33    |  |
| 5. | Срећа је на нашој страни | Стевица Спасић                    | Перица Здравковић | 2.52    |  |
| 6. | Да ми тебе није          | Драгослав Стојановић(текстописац) | Стевица Спасић    | 3:27    |  |
| 7. | Поведи ме                | Зоран Живановић                   | Стевица Спасић    | 2:51    |  |
| 8. | То је љубав              | Зоран Живановић                   | Стевица Спасић    | 3:56    |  |